# Leptovanua pallida
Leptovanua pallida är en insektsart som beskrevs av Melichar 1914. Leptovanua pallida ingår i släktet Leptovanua och familjen Tropiduchidae. Inga underarter finns listade i Catalogue of Life.